# Thanh Sơn, Như Xuân
Thanh Sơn là một xã thuộc huyện Như Xuân, tỉnh Thanh Hóa, Việt Nam.
Xã có diện tích 31,54 km², dân số năm 1999 là 2196 người, mật độ dân số đạt 70 người/km². Chủ yếu là người Thái (gồm Thái Đen và Thái Trắng). Xã được chia tách từ xã Thanh Quân năm 1989. Thanh Sơn đang từng bước phát triển bền vững